# Attilio Zuccagni
Attilio Zuccagni (10. ledna 1754 Florencie – 21. října 1807 Florencie) byl italský botanik. 

## Život
Studoval medicínu v Pise a poté byl dvorním lékařem toskánského velkovévody. Podnikl studijní cestu do Španělska a po návratu působil ve florentském přírodovědném muzeu a místní botanické zahradě.
Byl po něm pojmenován rostlinný rod Zuccagnia Cav. z čeledi bobovité.

## Dílo
- De naturali liliorum, quae ante simulacra deiparae locantur, fructificatione, veluti prodigium evulgata, Florencie 1769.
- Dissertazione concernente l’istoria di una piante panizzabile dell’Abissinia conosciuta da quei popoli sotto il nome di tef, Florencie 1775.
- Sopra le saline di Corneto. Voto per la verità, spoluautoři Giuseppe Petri a Ottaviano Targioni Tozzetti, Florencie 1803.
- Synopsis plantarum quae virescunt in horto botanico Musei Regii Florentini, Florencie 1806.
- Centuria 1. Observationum botanicarum, quas in horto regio florentino ad stirpes eiusdem novas vel rariores, Florencie 1806.